# 수도고속도로 10호선 하루미선
수도고속도로 10호선 하루미 선은 하루미 도리와 직결되는 도로로, 전부 다이바 지역에 소속된다. 수도고속도로 완간 선과 교차한다.